# Diplatia furcata
Diplatia furcata är en tvåhjärtbladig växtart som beskrevs av Bryan Alwyn Barlow. Diplatia furcata ingår i släktet Diplatia och familjen Loranthaceae. Inga underarter finns listade i Catalogue of Life.